# Dietanolamină
Dietanolamina sau DEA este un compus organic cu formula chimică HN(CH2CH2OH)2. Este atât o amină, cât și un diol (două grupe hidroxil în moleculă).

## Obținere
La nivel industrial, trietanolamina este obținută în urma reacției dintre oxidul de etilenă și amoniac în soluție apoasă. În urma reacției se obțin și trietanolamina și etanolamina, dar raportul poate fi controlat prin stoechiometrie.

## Utilizări
Dietanolamina este utilizat la nivel industrial pentru procesul de obținere al morfolinei, care are loc în urma reacției de deshidratare în prezență de acid sulfuric:
Ditazolul este un derivat de dietanolamină. Dietanolamidele sunt derivații amidici ai DEA, formați cu acizii grași, și sunt compuși amfifili.